# Diponthus bilineatus
Diponthus bilineatus is een rechtvleugelig insect uit de familie Romaleidae. De wetenschappelijke naam van deze soort is voor het eerst geldig gepubliceerd in 1920 door Rehn.